# Centre de plein air de Beauport
Le Centre de plein air de Beauport est une base de plein air et de loisirs situé dans l'arrondissement de Beauport, à Québec. Il est ouvert au public durant l'année longue bien que les principales activités s'y déroulent en hiver et en été. L'accueil est ouvert de 8 h à 23 h. L'été, 136 sites de camping sont disponibles en plus d'offrir des activités comme la baignade, le canotage et le volley-ball. L'hiver, plusieurs sentiers de ski de fond, de raquette, de patin et de marche sont à la disposition du public.

## Histoire
Le centre est anciennement connu sous le nom de Camping municipal de Beauport, puis précédemment de Camping Villeneuve.

## Activités d'été

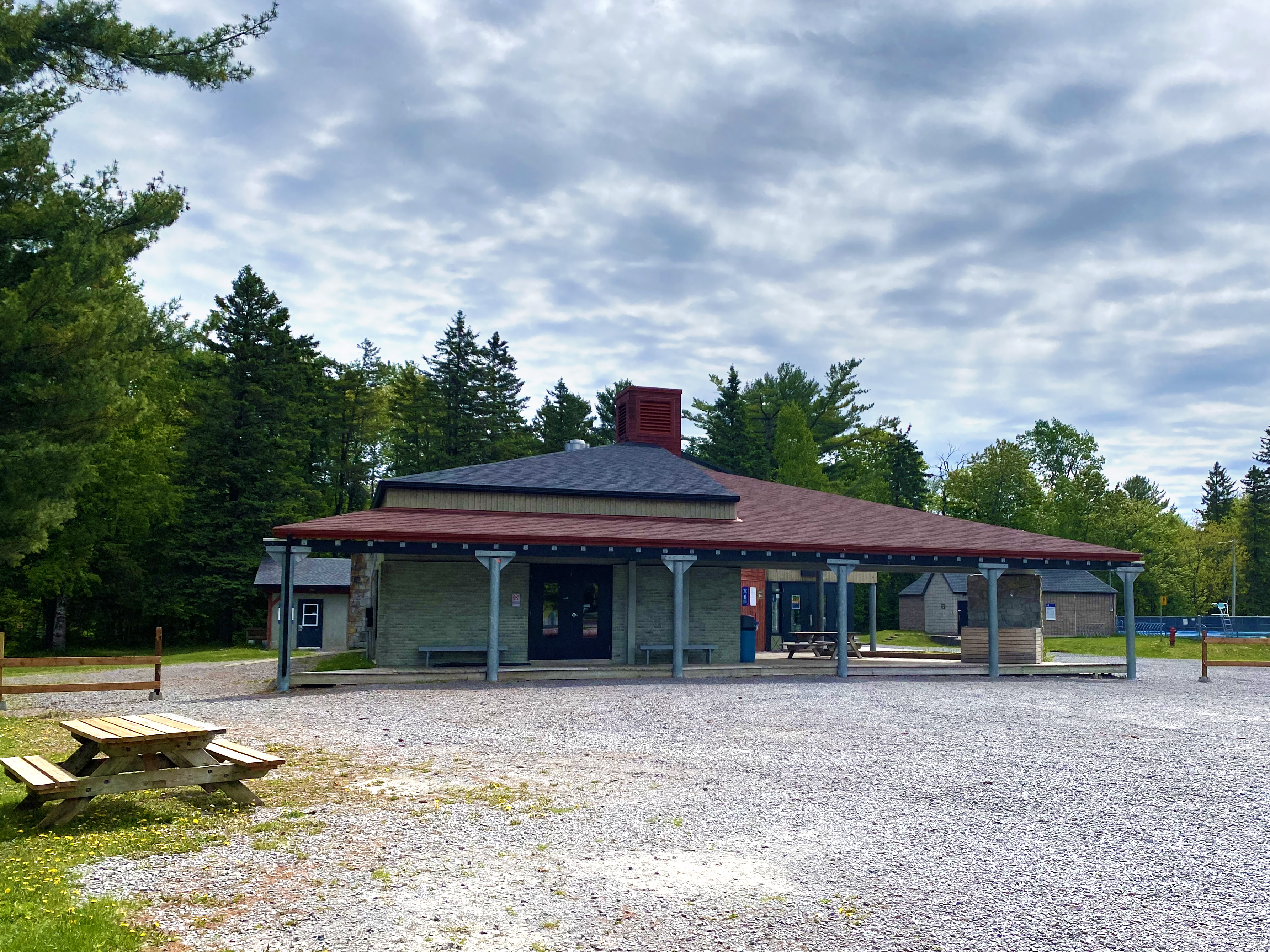
Pavillon De Repentigny

### Camping
Le camping offre 136 sites dont 54 avec 3 services (eau, électricité, égout). Près de 75 % de la superficie du camping est boisé. Six emplacements de groupe, une salle communautaire de 80 personnes, une aire de pique-nique, une buanderie, une station de vidange et un casse-croûte sont aussi disponibles. De plus, un accès à internet et des prévisions météo sont offerts gratuitement. Le tout est surveillé 24 heures sur 24, 7 jours sur 7.

### Activités sportives et loisirs
Le camping offre une multitude d'activités sportives comme la natation, le volley-ball, la randonnée pédestre, le vélo, et culturelles comme un centre d'interprétation et des films en plein air. Une aire de jeux pour enfants est aussi disponible. De plus, un sentier d'interprétation en rabaska sur la rivière Montmorency est offert.

## Activités d'hiver

### Activités sportives et loisirs
L'hiver, le camping offre aussi plusieurs activités comprenant un sentier de raquette d'un longueur totale de 3,7 kilomètres et un sentier de marche de 1 km dans le camping s'additionnant à un sentier de 6 km jusqu'à la bibliothèque Étienne-Parent par la piste cyclable. De plus, un sentier de patinage de 600 mètres avec de la musique et éclairé jusqu'à 21 h 00 est disponible. À chaque samedi des mois de janvier et février, des soirées thématiques sont tenues avec musique et animation. Aussi offert, 20,6 kilomètres de ski de fond, dont 1,3 km éclairé, divisés de la façon suivante :
- 1 : L'écolière de 1,3 km (facile)
- 2 : La belvédère de 1,8 km (facile)
- 3 : La sapinière de 4,4 km (intermédiaire)
- 4 : La promenade de 5,1 km (intermédiaire)
- 5 : La Momontrency de 8 km (difficile)
- 1 km de pas de patin